# Viljandi Pauluse kirik
Viljandi Pauluse kirik är en kyrka i Viljandi i södra Estland. Den byggdes 1863–1866. Franz Block och Matthias von Holst var arkitekter.